# Niphona longicornis
Niphona longicornis är en skalbaggsart som först beskrevs av Maurice Pic 1926.  Niphona longicornis ingår i släktet Niphona och familjen långhorningar.
Artens utbredningsområde är:
- Tibet.
- Laos.

Inga underarter finns listade i Catalogue of Life.